# Грузинский гусарский полк
Грузинский гусарский полк — кавалерийское формирование (часть, гусарский полк) существовавшая в Русской императорской армии в 1738—1769 годах.

## История
25 марта 1738 года из числа грузинских князей и дворян, покинувших Грузию вместе с царём Вахтангом VI, именным Высочайшим Указом императрицы Анны Иоанновны сформирована Грузинская гусарская рота в составе 17 офицеров и 70 нижних чинов. В 1739 году рота отличилась в русско-турецкой войне под началом генерал-фельдмаршала Б. К. Миниха, который направил грузинского дворянина Бориса Егорова произвести дополнительный набор рекрутов в Астрахани и Кизляре. В результате состав роты увеличился на 150 человек, и было дано повеление продолжить вербовку. Командиром роты был назначен мухранский владетельный князь Мамука Ираклиевич (он же Макул или Мамук Давыдов) в чине капитана.
14 апреля 1740 года рота была развернута в три роты (по 70 человек в каждой и 38 человек сверх штата), одновременно были утверждены её штаты. Было повелено число гусар в ротах довести до 100 человек, а число рот — минимум до 10. Командовал формированием из трёх рот майор князь Мамука Ираклиевич. 14 октября 1741 года указом Анны Леопольдовны был сформирован Грузинский гусарский полк 10-ротного (5-эскадронного) состава, одновременно полку были присвоены цвета. Полк принимал участие в сражениях у Сенковиц, у реки Долгой, у Ставучан и отличился при взятии Хотина.
В 1742 году полк принял участие в боях в Финляндии (Тогмозерская кампания и сражение у Фридрихсгама). После заключения мира полк был расквартирован на Юге России (Украине), потом переведён в Свияжск Казанской губернии, а затем в Кизляр. На Украине полк преобразовали в поселенный, выделив князьям по 30 дворов, а прочим дворянам — по 10.
В 1757 году полк под командованием князя Амилахвари выступил для участия в Семилетней войне, участвовал в сражении при Гросс-Егерсдорфе, взятии Кёнигсберга, Кюстрина, Берлина.
10 мая 1763 года к полку были присоединены эскадроны расформированного Жёлтого гусарского полка.
В 1768—1769 годах полк участвовал в русско-турецкой войне. 3 октября 1769 года Грузинский гусарский полк частично расформирован — два эскадрона направлены на сформирование Московского легиона и два эскадрона включены в состав Кавказского корпуса.
24 декабря 1776 года оставшиеся два эскадрона полка направлены на сформирование девяти новых гусарских полков.

## Командиры
- князь Мамука Ираклиевич
- князь Кайхосро Гуриелов (Гуриели)
- князь Амилахвари
- полковник Франц де Сватчек

## Форма одежды
Кивер чёрный, смушковый. Ментик, доломан, ташка, цифровка чакчир, гомбы кушака, чепрак жёлтые. Лопасть кивера и чакчиры красные. Приборный металл жёлтый. У офицеров опушка ментика рыжая, шнуры, галун, обшивка ташки, обшивка чепрака, сапоги жёлтые, воротник и обшлага красные. У нижних чинов опушка ментика и сапоги чёрные, шнуры, галуны, обшивка ташки, обшивка чепрака красные, воротник и обшлага жёлтые.

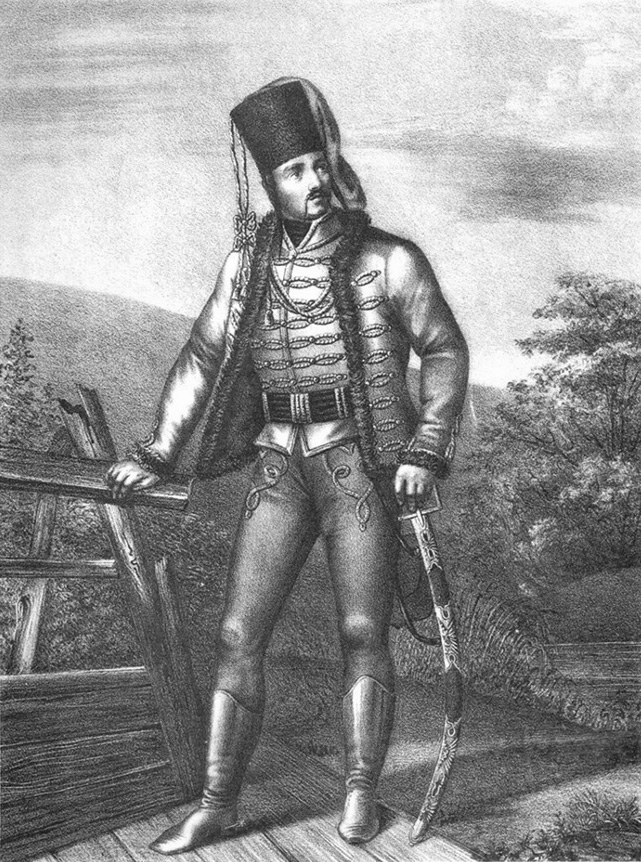
Офицер полка, с 1741 по 1761 года.
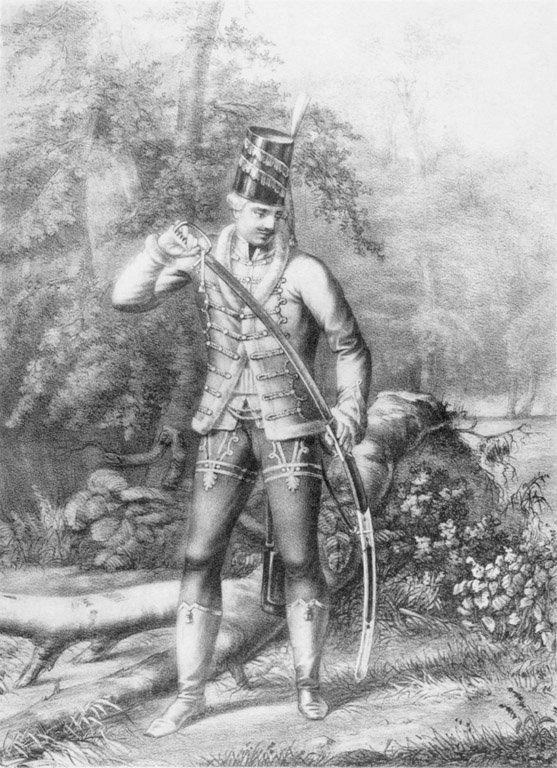
Обер-офицер полка, с 1763 по 1776 год.